# Fenyr SuperSport
La Fenyr SuperSport è un'autovettura fuoriserie presentata dall'azienda libanese W Motors come erede della Lykan HyperSport. Il prototipo è stato presentato al salone dell'automobile di Ginevra del 2018 e ne è stata dichiarata una produzione di 25 esemplari.

## Presentazione
La vettura, destinata a essere prodotta dall'azienda austriaca Magna Steyr e progettata in collaborazione con l'azienda italiana Studiotorino, risulta dotata di un propulsore 3.8 litri biturbo di origine Porsche, di potenza 800 CV e 980 Nm di coppia massima. La potenza disponibile viene gestita da un cambio con doppia frizione a 7 rapporti e scaricata sull'asse posteriore: le prestazioni dichiarate dalla Casa parlano di un’accelerazione da 0 a 100 km/h in 2,8 secondi, mentre la velocità massima può superare i 400 km/h.